# Rättsfilosofi
Rättsfilosofi är en inriktning inom filosofin och rättsvetenskapen, där grundläggande frågeställningar som "vad är gällande rätt?", "är makt detsamma som rätt?", "vilken är skillnaden mellan rätt och moral?" och "vem är eller bör rätten vara till för?" studeras. Ämnet förgrenar sig i fyra huvudsakliga delar:
- Naturrätt är idén om att det existerar oföränderliga naturlagar som styr oss, och att våra institutioner bör vara kompatibla med dessa lagar.
- Analytisk jurisprudens ställer frågor som, "Vad är en lag?" "Vilka är kriterierna för juridisk legitimitet?" och "Vilket är förhållandet mellan lag och moral?" med utgångspunkt i den analytiska filosofins begreppsanalys och traditioner av det rättsliga språket som rättsvetenskapens främsta uppgift.
- Kritisk rättsfilosofi som ställer frågor såsom "Vad är en lag bortom dess språk?", "Vad har lagen för materiella, konkreta effekter och för vem?", "Vilka är de bakomliggande kriterierna om maktförhållande i rätten?". Den utgår från den så kallade kontinentala fiolosofin och kritisk teori.
- Normativ jurisprudens ställer frågor om hur lagen bör se ut. Den överlappar både moral- och politisk filosofi och innefattar frågor om huruvida man bör följa lagen, på vilka grunder lagbrytare bör straffas med fler.